# Подгай (Лодзинське воєводство)
Подгай (пол. Podgaj) — село в Польщі, у гміні Парадиж Опочинського повіту Лодзинського воєводства.
Населення — 35 осіб (2011).
У 1975-1998 роках село належало до Пйотрковського воєводства.

## Демографія
Демографічна структура станом на 31 березня 2011 року:
|          | Загалом | Допрацездатний вік | Працездатний вік | Постпрацездатний вік |
| -------- | ------- | ------------------ | ---------------- | -------------------- |
| Чоловіки | 20      | 8                  | 11               | 1                    |
| Жінки    | 15      | 2                  | 9                | 4                    |
| Разом    | 35      | 10                 | 20               | 5                    |